# Yuki Nakayama
Yuki Nakayama (中山 雄希 Nakayama Yuki?), född 16 oktober 1994 i Saitama prefektur, är en japansk fotbollsspelare.
Nakayama började sin karriär 2017 i Yokohama FC. 2018 flyttade han till Kagoshima United FC. 2019 flyttade han till Azul Claro Numazu.